# 布恩維爾鎮區 (北卡羅萊納州亞德金縣)
布恩維爾鎮區（英語：Boonville Township）是位於美國北卡羅萊納州亞德金縣的一個鎮區。

## 地方資料
布恩維爾鎮區的面積為104.63平方千米，皆為陸地。根據2020年美國人口普查的數據，當地共有人口3944人，而人口密度為每平方千米37.69人。